# 常溪萍
常溪萍（1917年11月11日—1968年5月25日），原名昌德兰，山东莱阳人，曾任中共华东师范大学党委书记、副校长。

## 生平
1917年11月11日生于山东省莱阳县（今莱西市）院上镇东王屋庄村一富裕农民家庭。1925年入村小就读。1929年考入莱阳县立第十小学（今莱西市院上镇花园头小学）。1933年考入平度市第一中学。九一八事变后，他与同学组织了“救国图存宣传队”，进行抵制日货、收复东北的宣传。1936年秋转入省立莱阳中学。1937年9月在家乡参加组织中华民族解放先锋队。1938年夏参加了中国共产党领导的山东抗日救国军第三军，任政治部宣传干事，同年加入中国共产党。1939年8月任中共黄县县委组织部长。1941年1月以后任胶东区委秘书长，1942年春任南海专员公署专员，1942年9月任西海专员公署专员。1947年8月土改复查运动开始后，说服父亲献出土地，带动全村土改顺利进行，被胶东《大众报》报道。1949年3月任胶东区党委秘书长。
1954年6月任华东师范大学党委书记兼副校长，长达十年。1964年11月至1965年6月， 任北京大学社会主义教育工作队党委副书记。文化大革命中因此受到迫害。1968年5月去世。1978年4月26日，经中共中央批准，中共上海市委为其平反昭雪。

## 死亡
北京大学社会主义教育运动期间，就北大党委和北大党委书记陆平问题，常溪萍与工作队产生分歧。1965年3月，常溪萍给邓小平、彭真等写信，反映北大社教的问题，得到肯定。1966年6月起聂元梓等人撰写攻击常溪萍的大字报，9月20日成立“常溪萍问题揭发小组”，称常溪萍是北大社教叛徒。常溪萍遭到批斗和迫害。1968年5月25日，常溪萍从华东师大数学馆三楼阶梯教室窗户坠落，被送到上海市第六人民医院抢救未成而死，常溪萍中间苏醒过几次，称“我不是自杀”。第二天造反派称常溪萍畏罪自杀。

## 纪念
生前被华东师大师生誉为“焦裕禄式的好干部”。2017年11月11日，由华东师大主办的“纪念常溪萍同志百年诞辰座谈会”在校举行。